# Gianfrancesco Lusini
 (septembre 2023).
Le contenu est difficilement compréhensible vu les erreurs de traduction, qui sont peut-être dues à l'utilisation d'un logiciel de traduction automatique.
Gianfrancesco Lusini, né à Catane le 26 novembre 1962, est un professeur d'université italien, traducteur, spécialiste en langues sémitiques et en l'histoire, les langues et les littératures de l'Éthiopie et de l'Orient chrétien.

## Biographie
Gianfrancesco Lusini appartient à la génération de professeurs d'université qui, en Italie, a recueilli l'héritage scientifique d'experts, tels que Osvaldo Raineri, Yaqob Beyene, Paolo Marrassini et Lanfranco Ricci : une génération qui suit leurs traces et chaque jour doit aussi  correspondre aux médias de masse - moyens de diffusion de l'information et de la culture : nombreux textes scientifiques de Lusini peuvent être lus en ligne.
En 1986, il a obtenu son Master à l'université de Florence, sous la direction de Paolo Marrassini; titre de sa thèse : Pour une histoire du mouvement eustathéen en Éthiopie (XIVe-XVe siècle) : La Vie inédite du saint Absadi de Dabra Māryām , .
En 1995 il a été nommé assistant, en 2006 professeur associé et depuis le 2014 il est professeur des Langues et des littératures Guèze et Amharique et d'Histoire littéraire et d'Institutions de l'Érythrée, à l'université de Naples - L'Orientale. Il est aussi directeur du « Centro di Studi sull'Africa », au Dipartimento Asia, Africa e Mediterraneo de la même Université. Il est rédacteur en chef de la revue « Rassegna di Studi Etiopici » et de la série de publications « Studi Africanistici. Serie Etiopica ». 
En qualité de membre de la « Alexander von Humboldt Stiftung » de Berlin, il a présenté son livre : Ascensione d'Isaia. Concordanza della versione etiopica. Du 2004 au 2005, il a été membre du Comité consultatif du projet de recherche Encyclopaedia Aethiopica de l'Université d'Hamburg, dirigé par Siegbert Uhlig. Il a recueilli l'héritage de Berhanou Abebe, mort en 2008, en achevant et en publiant, en 2004, le Vocabolario amarico-italiano, lingua ufficiale dell'Etiopia.
Depuis le 2014 il est visiting professor à l'Université d'Addis-Abeba.

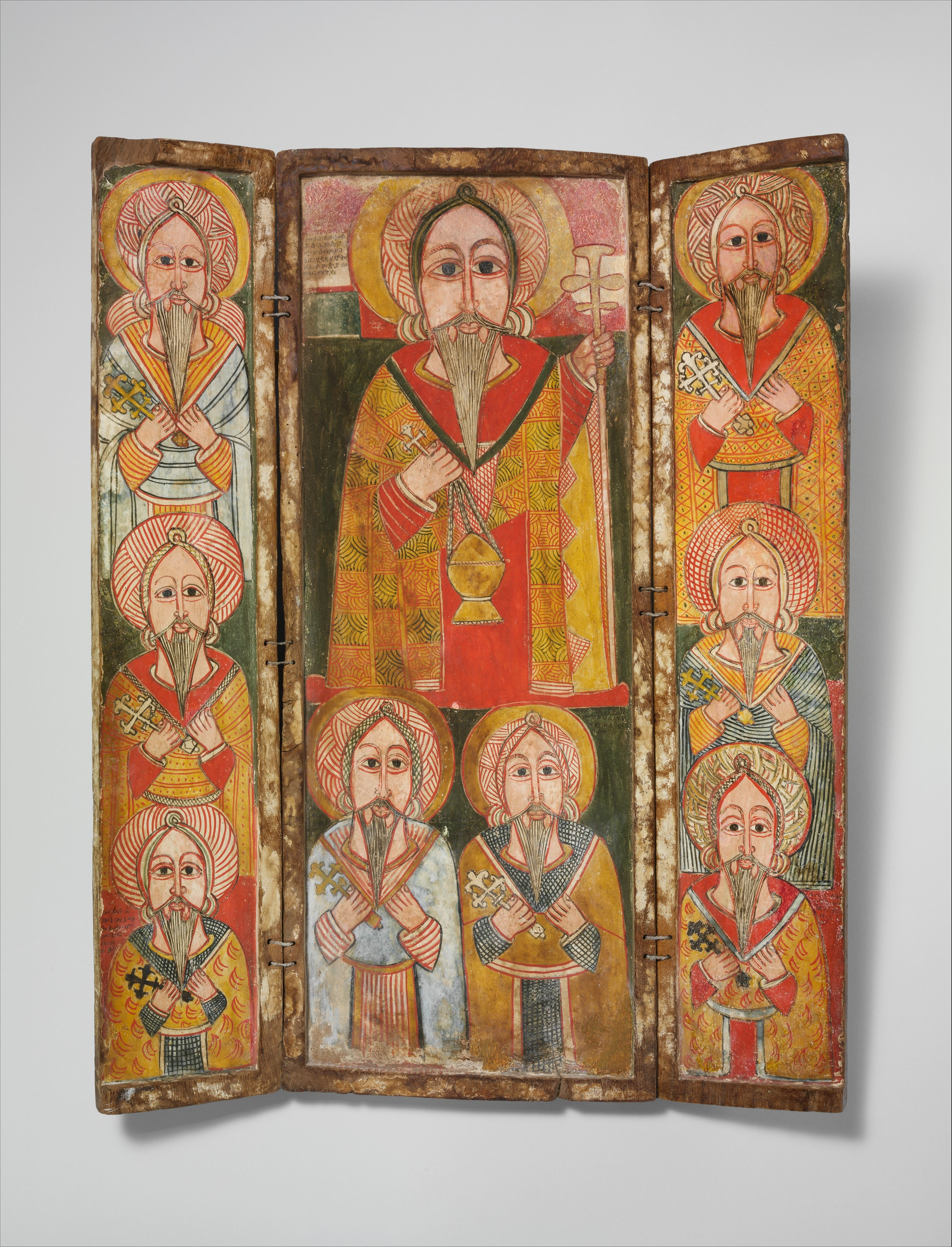
Triptyque, icône, Ewostatewos et huit de ses disciples, fin du (XVIIe siècle), (MET)

## Œuvres

### Livres
- (it) Gianfrancesco Lusini (curatelle de), Antropologia e storia d'Etiopia : note sullo Scirè, l'Endertà, i tacruri e il Uolcaìt / Giovanni Ellero, Udine, Campanotto, 1995
- (it + gez) Il Gadla Absādi (Dabra Māryām, Sarā'ē)  (trad. Gianfrancesco Lusini), Lovanii, in aedibus Peeters, 1996 (ISBN 9068318004).
- (it + gez) Orazione dogmatica sull'unione dei greci e dei latini / Bessarione di Nicea ; introduzione, traduzione e note di Gianfrancesco Lusini, Naples, Vivarium, 2001 (ISBN 88-85239-41-2)

### Livres en collaboration
- (it) « Tradizione origeniana in Etiopia », dans Origeniana octava : Origen and the alexandrian tradition : papers of the VIII International Origen Congress : Pisa, 27-31 august 2001, Louvain, University Press - Uitgeverij Peeters, 2003, p. 1177-1184.
- (it + am) Berhanou Abebe et Gianfrancesco Lusini, Vocabolario italiano amarico, lingua ufficiale dell'Etiopia, Adis Ababa, Arada books, 2014 (ISBN 9789994486649).
- (en) Alessandro Bausi, Alessandro Gori et Gianfrancesco Lusini, Linguistic, oriental and Ethiopian studies: in memory of Paolo Marrassini, Wiesbaden, Harrassowitz Verlag, 2015 (ISBN 9783447103176).

### Articles
- (it) « Appunti sulla patristica greca di tradizione etiopica », Studi classici e orientali, Pisa, Giardini, vol. XXXVIII,‎ 1988, p. 470-493.
- (it) « Scritti di Lanfranco Ricci », dans Yaqob Beyene (curatelle de), Etiopia e oltre. Studi in onore di Lanfranco Ricci, Naples, Istituto Universitario Orientale. Dipartimento di Studi e Ricerche su Africa e Paesi Arabi, 1994-1995, p. VII-XXIII.
- (it) « Recenti studi sul concilio di Firenze e il cardinale Bessarione », Studi storici,‎ avril-juin 1996, p. 668-684.
- (it) « Per una nuova ricerca di simbologia storica della regione etiopica », Rassegna di studi etiopici, Roma, Istituto poligrafico dello Stato Libreria, vol. 41,‎ 1998, p. 78-87.
- (it) « Questioni di paleografia etiopica », Scrittura e civiltà, vol. 23,‎ 1999, p. 407-417.
- (it) « I Codici Etiopici del Fondo Martini nella Biblioteca Forteguerriana di Pistoia », Aethiopica: international journal of Ethiopian studies, Wiesbaden, Harrassowitz Verlag, vol. 5,‎ 2002, p. 156-176.
- (it) « Copisti e filologi dell'Etiopia Medievale », La parola del passato : rivista di studi antichi, Naples, vol. 59,‎ 2004, p. 230-237.
- (it + gez) « La Storia di Aḥīqār in versione etiopica », dans Il saggio Aḥīqār : fortuna e trasformazioni di uno scritto sapienziale : il testo più antico e le sue versioni, Brescia, Paideia, 2005 (ISBN 88-394-0709-X), p. 255-266.
- (en) « History and Language of the Tigre-speaking peoples », Aethiopica, Wiesbaden, Université d'Hamburg-Harrassowitz Verlag, vol. 14,‎ 2011, p. 274-278 (ISBN 88-95044-68-1, lire en ligne)[4].

## Distinction
- 1993 : Académie des Lyncéens Prix « Giorgio Maria Sangiorgi » pour l'Histoire et l'Ethnographie de l'Afrique.

## Images

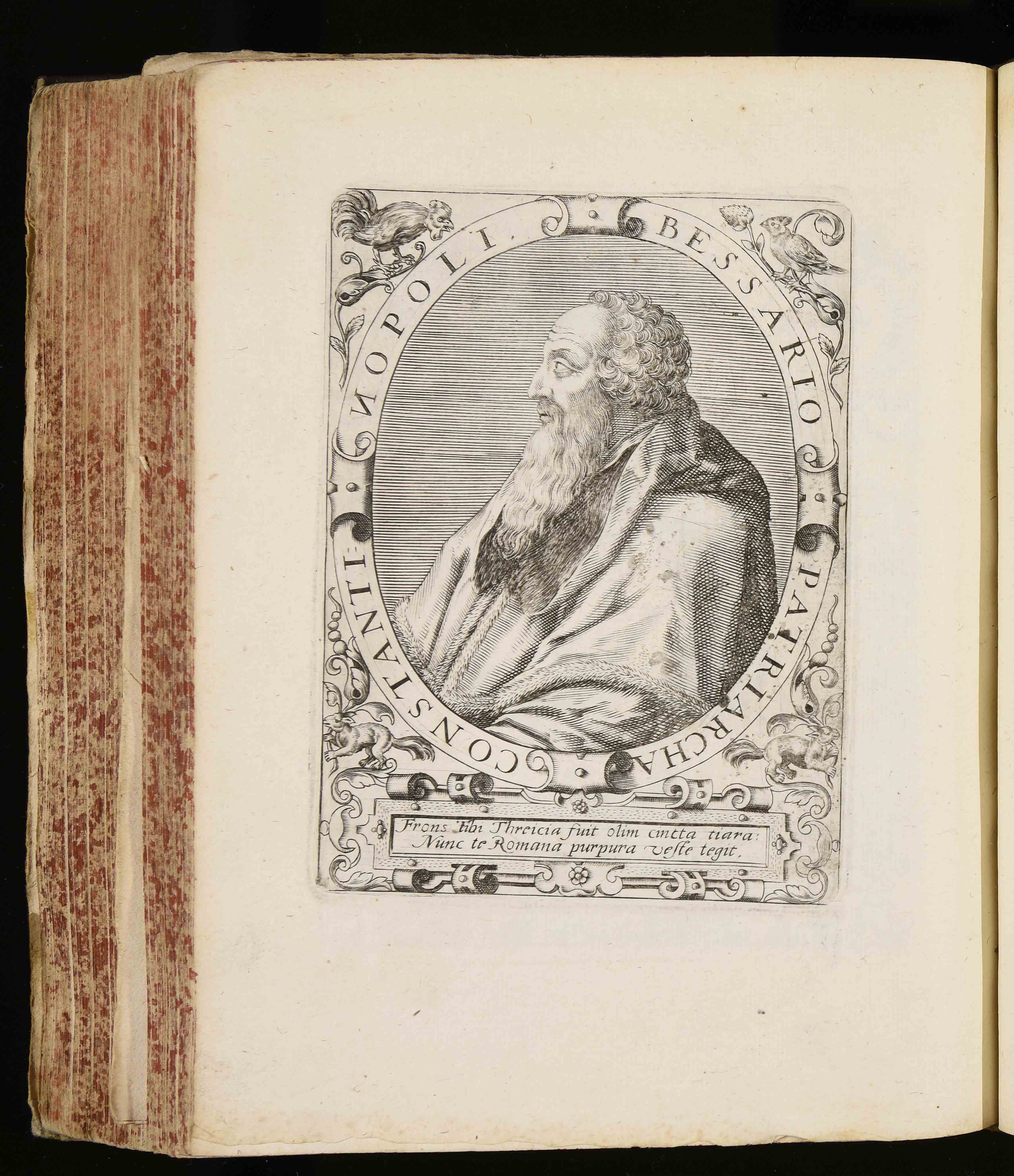
Bessarion, dans Jean-Jacques Boissard, Bibliotheca sive Thesaurus virtutis, 1627
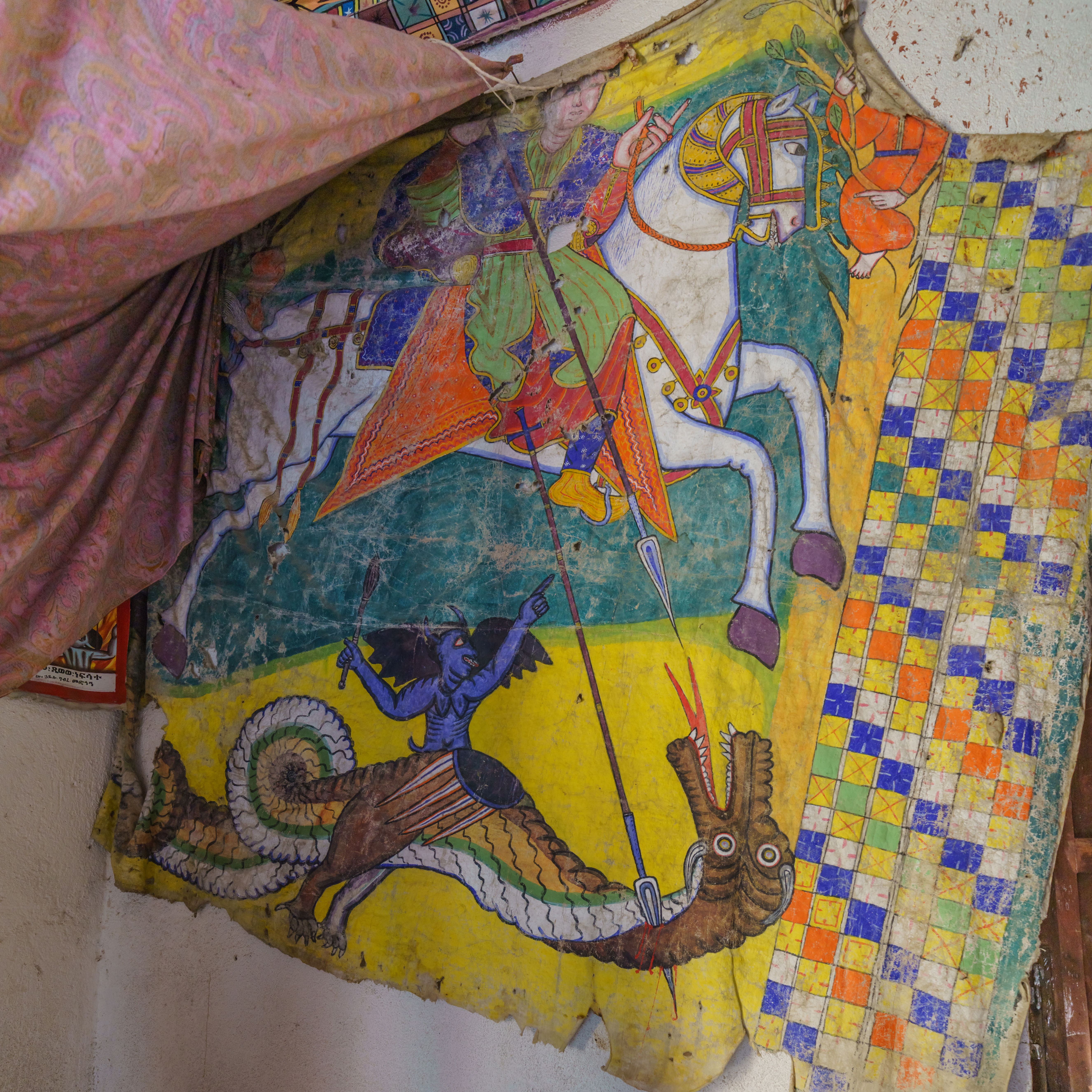
Monastère de Abba Pentalewon, Axum
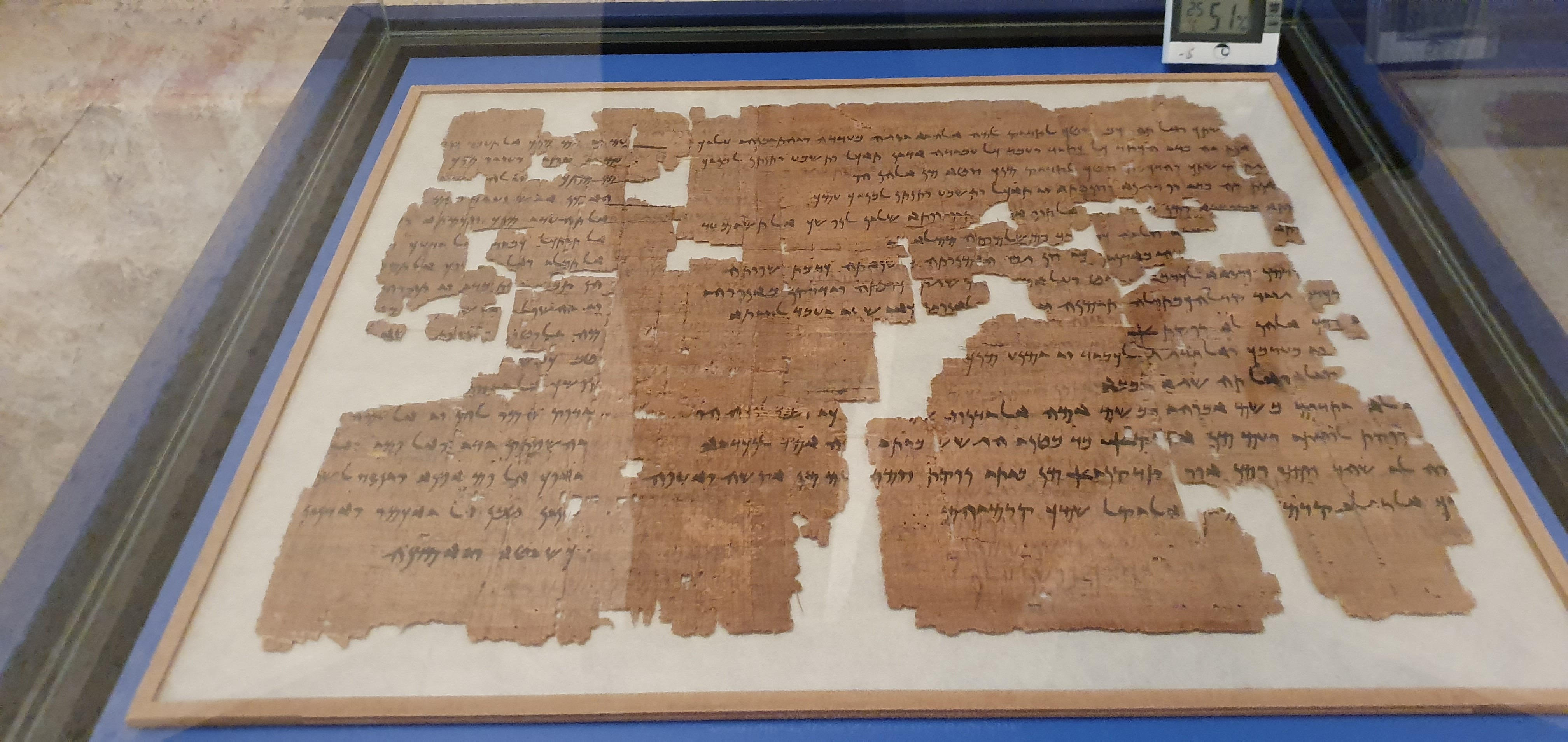
Papyrus en amharique  avec l'Histoire d'Aḥīqār
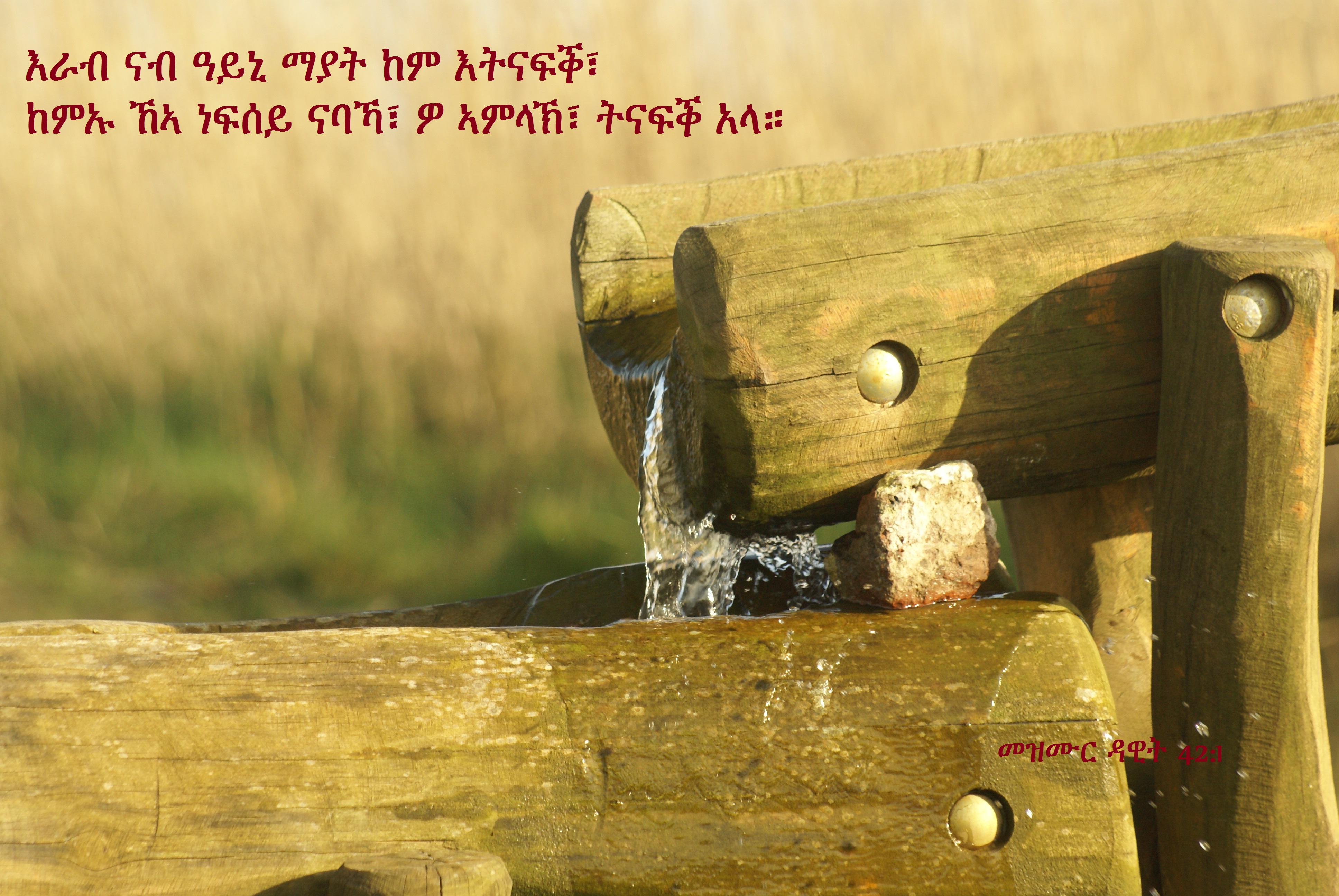
Citation de la Bible en amharique